# Река (Сенакі)
Река (груз. რეკა) — село в Грузії.
За даними перепису населення 2014 року в селі проживає 243 особи.